# Резня в Руде-Рожанецкой
Резня в Руде-Рожанецкой  (пол. Zbrodnia w Rudzie Różanieckiej) — массовое убийство украинцев в Руде-Ружанецкой (ныне село в Подкарпатском воеводстве Польши), совершенное 10 октября 1944 г. бойцами польской Гражданской милиции и местными поляками, в результате чего погибли 33 украинца (по другим данным — 32). Родственники убитых только после выселения узнали о судьбе своих близких, но места их захоронений не знают до сих пор.

## Ход бойни
В октябре 1944 бывший украинский Любачувский район, как и некоторые другие западные районы Львовской области, Советский Союз передал своему союзнику —  Польской Народной Республике.
10 октября 1944 года в селах Люблинце-Новом и Старом сотрудники новообразованной Гражданской милиции из Чесанова и Руды-Ружанецкой арестовали 35 мужчин, в том числе и греко-католического священника о. Александра Козенко как заложников за троих похищенных и убитых польских офицеров (по другой версии — лесников и гаевого) и повели их к Руде-Ружанецкой. По дороге захватили двух жителей приселка Жара Шеремета и Ванкевича, а встретив главу сельсовета из Старого Люблинца, который отправлялся на сессию в Чесанов, забрали и его.
Два человека, в том числе греко-католический священник, были освобождены, чтобы те могли передать жителям Люблинца ультиматум: польские силовики требовали вернуть тех троих похищенных, вину за исчезновение которых они возлагали на украинцев (хотя неизвестно, что с ними произошло на самом деле). Также обязательным условием было вернуться этим двум отпущенным украинцам до конца дня — днем раньше поляков. В противном случае поляки угрожали расстрелять всех других украинцев (один из заложников был убит при попытке побега). Других украинцев милиционеры держали в отделении милиции в Руде-Ружанецкой. После того, как истек срок ультиматума, все заложники были расстреляны.
Родные убитых и жители Люблинца узнали о судьбе своих близких и соседей только после 1947 года в Западнопоморском воеводстве, куда были выселены в рамках акции «Висла».
Жертвы были похоронены рядом с отделением милиции в бывших окопах. Спустя некоторое время тела выкопали и перевезли в другое, неизвестное место. Останки не найдены по сей день. Символическая могила убитых украинцев в Руде-Ружанецкой находится на территории греко-католического кладбища в Люблинце-Старом.
Постановлением от 18 сентября 2002 года прокурор отдела комиссии по расследованию преступлений против польского народа в Ряшеве Эльжбета Барнас-Любас прекратила следствие по делу убийства 9-10 октября 1944 года 32 украинцев, жителей сел Люблинец-Новый, Люблинец-Старый и прилегающих. Расследованием было установлено, что арестовали украинцев работники польской милиции и «правительства безопасности», которыми руководил начальник отдела этой милиции в Руде-Ружанецкой Ян Резеревич. Тела застреленных мужчин, а также женщины с ребенком, были выброшены на растерзание диким зверям. Прокурор признала, что их единственным проступком было то, что они были украинцами, что это была хорошо спланированная высшим польским руководством акция с целью вытеснения украинцев и что это было преступление против человечности, не имеющее срока давности. Однако, ссылаясь на отсутствие архивных документов и то, что некоторые из бывших милиционеров уже умерли, других не могут разыскать, а живые, и на которых свидетельствуют, что они участвовали в аресте, говорят, что уже все забыли, прокурор прекратила следствие по делу убийства. В то же время, прокурор не выяснила, кто спланировал эту бойню и кто её именно совершал.